# NGC 557
NGC 557 (другие обозначения — IC 1703, UGC 1016, MCG 0-4-144, ZWG 385.136, DRCG 7-17, PGC 5351) — галактика в созвездии Кит.
Этот объект входит в число перечисленных в оригинальной редакции «Нового общего каталога».
Гийом Бигурдан сначала не мог найти NGC 557 на координатах, указанных в каталоге, но он заметил объект через несколько минут. Подумав, что он отркыл новый объект, он занёс его во второй Индекс-каталог.